# Свистун Пантелеймон Іванович
Свисту́н Пантелеймо́н Іва́нович  (28 липня [9 серпня] 1890, село Калашники, Полтавська губернія, Російська імперія — 28 липня 1938) — український радянський революційний та державний діяч, голова Київського губернського та окружного виконкому і Київської міськради (1925), розбудовник Харківського тракторного заводу. Член ЦК КП(б)У в листопаді 1927 — червні 1938 року. Член Всеукраїнського центрального виконавчого комітету (ВУЦВК). Жертва сталінських репресій.

## Біографія
Народився в селі Калашники Полтавської губернії в багатодітній селянській родині. Закінчив церковноприходську школу в селі Кобелячок Кременчуцького повіту Полтавської губернії. Трудову діяльність розпочав у п'ятнадцятирічному віці в Крюківських вагонних майстернях на Полтавщині.
Член РСДРП з 1909 року.
До Лютневої революції 1917 року брав участь у підпільній боротьбі проти царського режиму в Кременчуці, Харкові, Полтаві, був арештований та засуджений до адміністративного заслання під явним наглядом поліції до Полтави. Працював у вагонних майстернях станції Основа біля Харкова, механіком на Полтавській панчішній фабриці. Амністований Тимчасовим Урядом у березні 1917 року.
З 1917 року — голова Полтавського Союзу металістів та голова робочої секції Полтавської Ради. Учасник Громадянської війни в Росії. Обирався членом Полтавського революційного комітету (ревкому).
З 1920 до червня 1921 року — голова Полтавського губернської ради народного господарства. У червні 1921–1922 року — відповідальний секретар Кременчуцького губернського комітету КП(б) України. З 26 липня по вересень 1922 року — голова виконавчого комітету Кременчуцької губернської ради.
У 1923–1924 роках — голова виконавчого комітету Миколаївської окружної ради.
До липня 1925 року — голова Київської губернської планової комісії. З липня до серпня 1925 року — голова виконавчого комітету Київської губернської, а з серпня до грудня 1925 — Київської окружної ради і голова Київської міської ради.
У 1926 — січні 1929 року — відповідальний секретар Сумського окружного комітету КП(б) України.
З січня 1929 до 1930 року  — 1-й заступник голови Вищої ради народного господарства Української СРР.
Керував розбудовою Харківського тракторного заводу (1930 — листопад 1932), після закінчення будівництва до 1933 року працює в Москві на посаді начальника Головного управління тракторної промисловості Народного комісаріату важкої промисловості СРСР. Але у 1933 році повертається до Харкова на посаду директора Харківського тракторного заводу.
26 травня 1938 року заарештований органами НКВС. 27 липня 1938 року звинувачувальний висновок затвердив прокурор Союзу РСР Андрій Вишинський. Військова Колегія Верховного Суду Союзу РСР на виїзному засіданні 28 липня 1938 року визнала його винним відповідно до статей 58 пп. 6, 7, 8, 9, 11 КК РРФСР і засудила його до вищої міри покарання — розстрілу. В цей же день вирок було виконано. Життя Пантелемона Свистуна у в'язниці згадується в романі Івана Багряного «Сад Гетсиманський».

## Нагороди
- Орден Леніна (22 травня 1932) — «за вмілу організацію робіт з будівництва Харківського тракторного заводу імені Серго Орджонікідзе і керівництво боротьбою заводського колективу за швидке оволодіння технікою виробництва».